# Prasinocyma transita
Prasinocyma transita är en fjärilsart som beskrevs av Louis Beethoven Prout 1930. Prasinocyma transita ingår i släktet Prasinocyma och familjen mätare. Inga underarter finns listade i Catalogue of Life.